# Alcea africana
Alcea africana là một loài thực vật có hoa trong họ Cẩm quỳ. Loài này được (Lam. ex G.Don) Lour. mô tả khoa học đầu tiên năm 1790.